# Noailhac, Aveyron

Noailhac este o comună în departamentul Aveyron din sudul Franței. În 1 ianuarie 2018 avea o populație de 155 de locuitori.